# Words & Pictures – In der Liebe und in der Kunst ist alles erlaubt
Words & Pictures – In der Liebe und in der Kunst ist alles erlaubt ist eine amerikanische Romantic Comedy aus dem Jahr 2013. Regie führte Fred Schepisi, der für Filme wie Roxanne, Das Rußland-Haus oder Wilde Kreaturen bekannt ist. In den Hauptrollen sind Juliette Binoche und Clive Owen zu sehen. Der Film feierte 2013 auf dem Toronto Filmfestival Welturaufführung und lief ab dem 22. Mai 2014 in den deutschen Kinos.

## Handlung
Jack Marcus, ein ehemals gefeierter Schriftsteller und mittlerweile dem Alkohol verfallener Englischlehrer, unterrichtet an einer Eliteschule in Neuengland und versucht, seinen Schülern die Schönheit der Worte näherzubringen. Seit Jahren hat er nichts mehr veröffentlicht, lebt von seinem früheren Ruhm und ertränkt seine Frustration über die Lethargie seiner Schüler im Alkohol. Seine Position an der Schule gerät zunehmend in Gefahr.
Als die renommierte Malerin Dina Delsanto neu an die Schule kommt, um den Kunstunterricht zu übernehmen, wird sie wegen ihrer unnahbaren Art schnell als „Eiszapfen“ bezeichnet. Dina leidet an rheumatoider Arthritis, die sie zwingt, ihre Karriere als erfolgreiche Malerin aufzugeben und stattdessen zu unterrichten.
Gleich bei ihrer ersten Begegnung entsteht ein Schlagabtausch zwischen den beiden Lehrern, als Jack sie in sein Wortspiel verwickelt, bei dem alphabetisch Wörter mit möglichst vielen Silben gefunden werden müssen. Der Konflikt spitzt sich zu, als Dina behauptet, dass Bilder bedeutungsvoller seien als Worte, was der leidenschaftliche Literaturliebhaber Jack nicht akzeptieren kann. Es entbrennt ein heftiger Wettstreit zwischen den beiden Lehrkräften, in den sie auch ihre Schüler involvieren: Jacks Englischklasse soll die Überlegenheit der Worte beweisen, während Dinas Kunstschüler die Macht der Bilder demonstrieren sollen.
Trotz ihrer ständigen Auseinandersetzungen entwickelt sich zwischen Jack und Dina eine komplizierte Anziehung. Als Jack wegen seiner zunehmenden Alkoholprobleme gekündigt werden soll, trifft er eine folgenschwere Entscheidung, um seinen Arbeitsplatz zu retten, die letztendlich seine Beziehung zu Dina gefährdet. Der schulinterne Wettstreit zwischen Worten und Bildern wird zum Wendepunkt für beide Protagonisten, die jeweils mit ihren persönlichen Dämonen – Jacks Schreibblockade und Alkoholismus sowie Dinas körperliche Einschränkungen durch ihre Krankheit – zu kämpfen haben.

## Rezeption
Kunst und Film zieht folgendes Fazit: Obwohl „Wortwitz und die Chemie zwischen den Protagonisten“ stimmen, „kommt die akademisch-romantische Komödie von Hollywood-Altmeister Fred Schepisi jedoch reichlich betulich daher.“